# Гнесина, Мария Фабиановна
Мария Фабиановна Гнесина (1/13 июля 1874, Ростов-на-Дону, Российская империя — 4 октября 1918, Москва, РСФСР) — русская пианистка, музыкальный педагог. Одна из сестёр Гнесиных.

## Биография

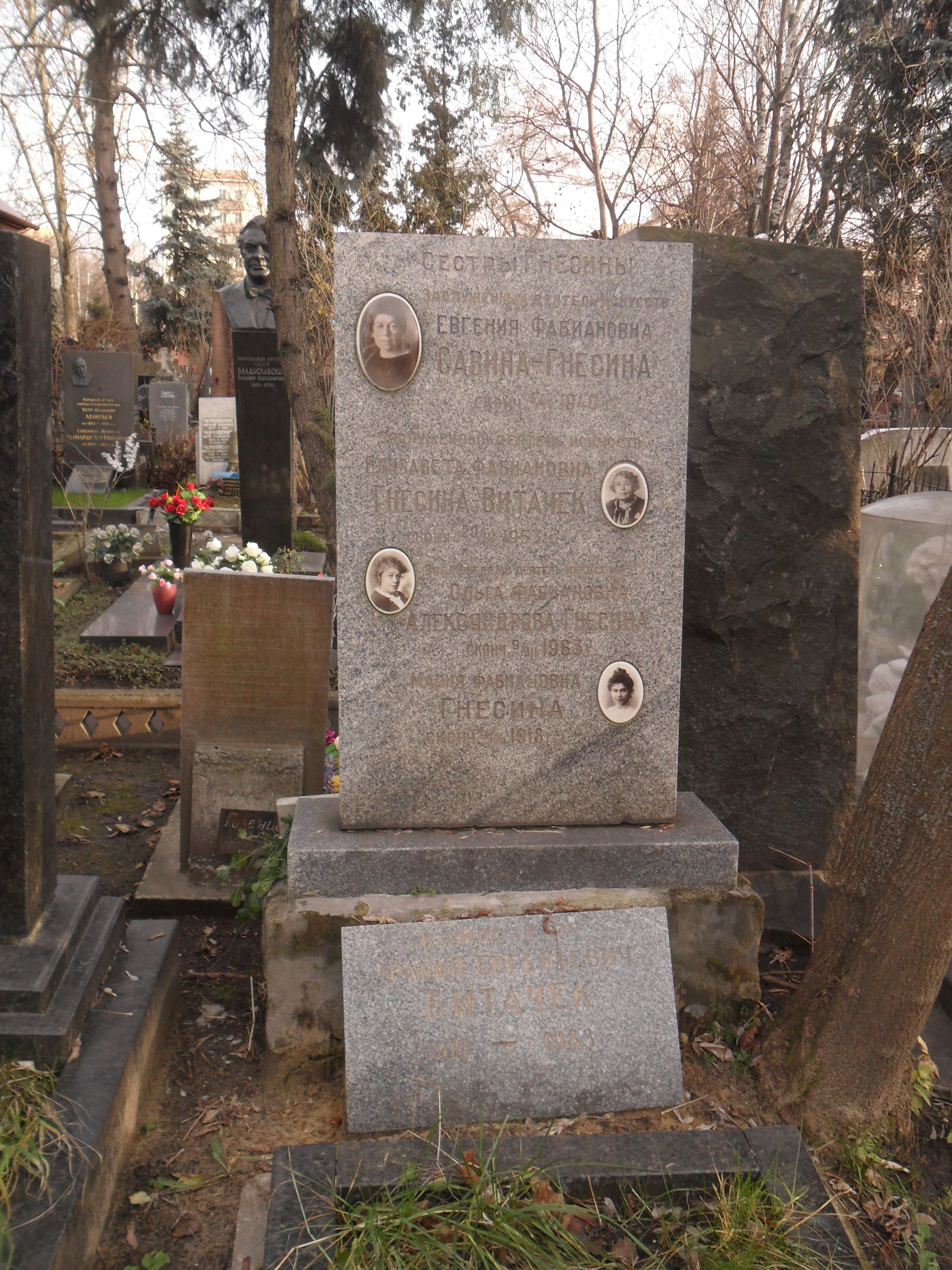
Могила сестер Гнесиных на Новодевичьем кладбище Москвы.

Памятная доска в Ростове-на-Дону

Роза-Мария Фабиановна Гнесина родилась в 1876 году в семье городского казённого раввина Ростова-на-Дону Фабиана Осиповича (Файвиша Иоселевича) Гнесина (1837—1891), мать — Бейла Исаевна Флейтзингер-Гнесина (урождённая Шима-Бейла Шаевна Флейтзингер; 6 марта 1838, Вильно — 1911, Москва)[1], певица, ученица С. Монюшко. Родители заключили брак 15 июля 1863 года в Вильно.
В 1895 году окончила Московскую консерваторию по классу Н. Е. Шишкина. В этом же году основала вместе с сёстрами Еленой и Евгенией «Музыкальное училище сестёр Е. и М. Гнесиных», была одним и совладельцев училища и преподавателем фортепиано. Похоронена на Ваганьковском кладбище.
На Новодевичьем кладбище установлен кенотаф на памятнике её сестрам.